# 钢铁之师：诺曼底44
《钢铁之师：诺曼底44》是由法国开发商Eugen Systems开发，Paradox Interactive发行的即时战略游戏。

## 玩法
游戏背景设定于第二次世界大战中的1944年，以人类迄今为止最大的一次登陆战——诺曼底战役为开端，讲述了美，德，英，三个国家的战斗。玩家将在游戏中以指挥官的身份，指挥历史上堪称传奇的部队亲身参与到诺曼底战役之中。
在单人战役模式下，玩家将以指挥官的身份重温诺曼底战役。当然，也有不可或缺的线上多人模式，玩家需要凭借自己的战术技能和指挥能力来与对手较量并获得最终的胜利。
战斗包括三个不同的阶段，每一阶段都有着不小的差别，在凸显战场情况变幻莫测的情况下增添了多样化的战术组合。通过动态的前线时刻掌控战场局势，而所有的战术打法，都将由玩家自己决定。
战斗群的组建、定制，部队的部署和作战行动都需要深思熟虑。火力不是决定胜负的唯一条件，还要兼顾部队的士气，状态，熟练度等多种因素。每一局游戏都是师级单位的博弈，因此，大局观是极其重要的。

## 可操控部队及其指挥官
- 美国：美国第三装甲师（勒罗伊·沃森），美国第四装甲师（约翰·伍德），第101空降师（马克斯维尔·泰勒），美国第二步兵师（沃尔特·罗伯森）。[2]
- 自由法國：法国第二装甲师（菲利普·勒克莱尔）。[2]
- 英国：英国皇家禁卫军（艾伦·阿代尔爵士），英国第六空降师（理查德·盖尔爵士），英国第15步兵师（戈登·麦克米兰爵士），英国第一特勤旅（洛瓦特爵士）。[2]
- 加拿大：加拿大第三步兵师（罗德尼·凯勒）。[2]
- 自由波蘭：波兰第一装甲师（斯坦尼斯瓦·毛采克）。[2]
- 德意志國：国防军装甲教导师（弗里茨·拜尔莱因），党卫军第12装甲师（库尔特·迈尔），国防军第九装甲师（欧文·乔莱斯），国防军第21装甲师（埃德加·弗希丁格），国防军第116装甲师（格哈德·格拉夫·冯·施威林），党卫军第17装甲掷弹兵师（魏尔纳·奥斯滕多夫），德国空军第三空降猎兵（理查德·申普夫），德国第16空军野战师（卡尔·西弗斯），国防军第91空降师（欧根·柯尼格），国防军第352步兵师（迪特里希·克赖斯），国防军第716步兵师（威廉·里克特）。[2]

## 开发与发行
《钢铁之师：诺曼底44》由《战争游戏》和《兵者诡道》（英語：R.U.S.E.）的创作团队Eugen Systems开发。
游戏除本体之外，还推出了豪华版。豪华版除游戏本体外还附带如下资料：
- 插画集：可以让玩家详细了解《钢铁之师：诺曼底44》的制作过程。[3]
- 战术指导手册：一本让玩家快速熟悉游戏地形和战术的电子书。[3]
- 六张独家游戏王牌：纳粹德国恩斯特·巴克曼（黑豹A型）、纳粹德国約瑟夫·匹勒（Bf109A 战斗机）、美国理查德.温特斯（英语：Richard Davis "Dick" Winters）[e]（伞兵部队）、英国 威尔弗雷德·哈里斯（雪曼萤火虫坦克）、加拿大莱奥.梅杰（英语：Leo Major）（狙击侦察兵） 、纳粹德国库特.肯斯佩尔（英语：Kurt Knispel）（虎II坦克）[3]
- 战斗日志：包含游戏的主要地图并可以让玩家了解如何战斗。[3]
- 独特的铃声和短信提示音[3]
- 壁纸：《钢铁之师》的游戏截图与插画。[3]
- 直播主题：《钢铁之师》主题的图片，专为Twitch或YouTube主播量身定制。[3]

### 可下载内容
《钢铁之师：诺曼底44》还推出了可下载内容（DLC）。游戏第一个同捆包是“第二梯队”（英語：Second Wave Bundle），其中包含内容为：4个新师（美国第4装甲师、英国突击旅、德国国防军第9装甲师、德国第16德国空军师。）， 35个新作战单元（包括大名鼎鼎的 M18 “地狱猫” 反坦克装甲车、Storch高射炮观察员等），以及王牌车组：中校克雷頓·艾布蘭及其大名鼎鼎的M4(75) 指挥坦克。